# Тајна полиција
Тајна полиција (понекад политичка полиција) је полицијска организација која делује у тајности у циљу заштите националне безбедности од унутрашњих претњи и деловања против државе. Тајна полиција обично се повезује са тоталитарним режимима, њене активности нису транспарентне, основна сврха јој је не спровођење владавине права, већ одржавање политичке моћи режима, и често се користи као инструмент политичке репресије. Државе са израженим деловањем тајне полиције понекад се називају "полицијским државама".
Тајне полиције нису исто што и безбедносне агенције које постоје у савременим либерално-демократским државама, јер су ове под контролом институција власти и дужне су да одговарајућа тела извештавају о својим активностима (имају тзв. цивилну контролу). И поред тога, некада овакве агенције пежоративно називају тајном полицијом.